# 클로로메테인
클로로메테인(영어: chloromethane)은 화학식이 CH
3Cl인 유기 화합물이다. 염화 메틸(영어: methyl chloride), 냉매-40(영어: refrigerant-40), R-40, HCC 40이라고도 한다. 할로알케인들 중 하나이며 무색무취의 인화성 가스이다. 염화 메틸은 산업화학에서 중요한 시약이지만 소비자용 제품에는 드물게 존재하며 한때 냉매로 활용되었다.

## 반응
x MeCl + Si → Me3SiCl, Me2SiCl2, MeSiCl3, Me4Si2Cl2, ...

## 안전
염화 메틸 가스를 흡입하면 알코올 중독과 비슷한 중추신경계적 영향을 미칠 수 있다. 장기간 노출되면 돌연변이적 영향을 줄 수 있다.

## 같이 보기
- 클로로에테인